# Teekkari
Teekkari ist eine umgangssprachliche Bezeichnung für Studierende der Ingenieurwissenschaften an finnischen Universitäten. Wahrscheinlich geht diese Bezeichnung auf eine Ableitung von tekniikan opiskelija (deutsch "Ingenieurstudent") zurück.

## Studium und Studienorte
Der Abschlussgrad der meisten Teekkari-Studenten ist Diplomingenieur, aber auch Architekturstudenten werden Teekkari genannt. Teekkari-Studenten werden an sieben finnischen Universitäten ausgebildet: Aalto-Universität, Technische Universität Tampere, Technische Universität Lappeenranta, Universität Vaasa, Universität Turku, Universität Oulu und Åbo Akademi. Nur an der Technischen Universität Tampere werden ausschließlich Teekkari-Studenten ausgebildet. An den anderen Universitäten studieren auch Hörer anderer Fächer und Fachbereiche.

## Kultur der Teekkari-Studenten

### Kleidung

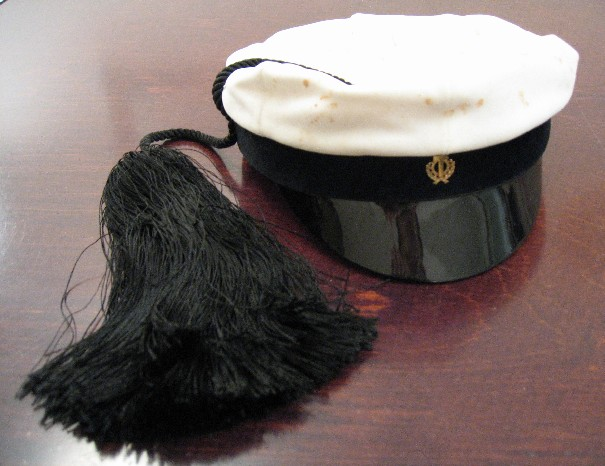
Teekkari-Mütze aus Tampere

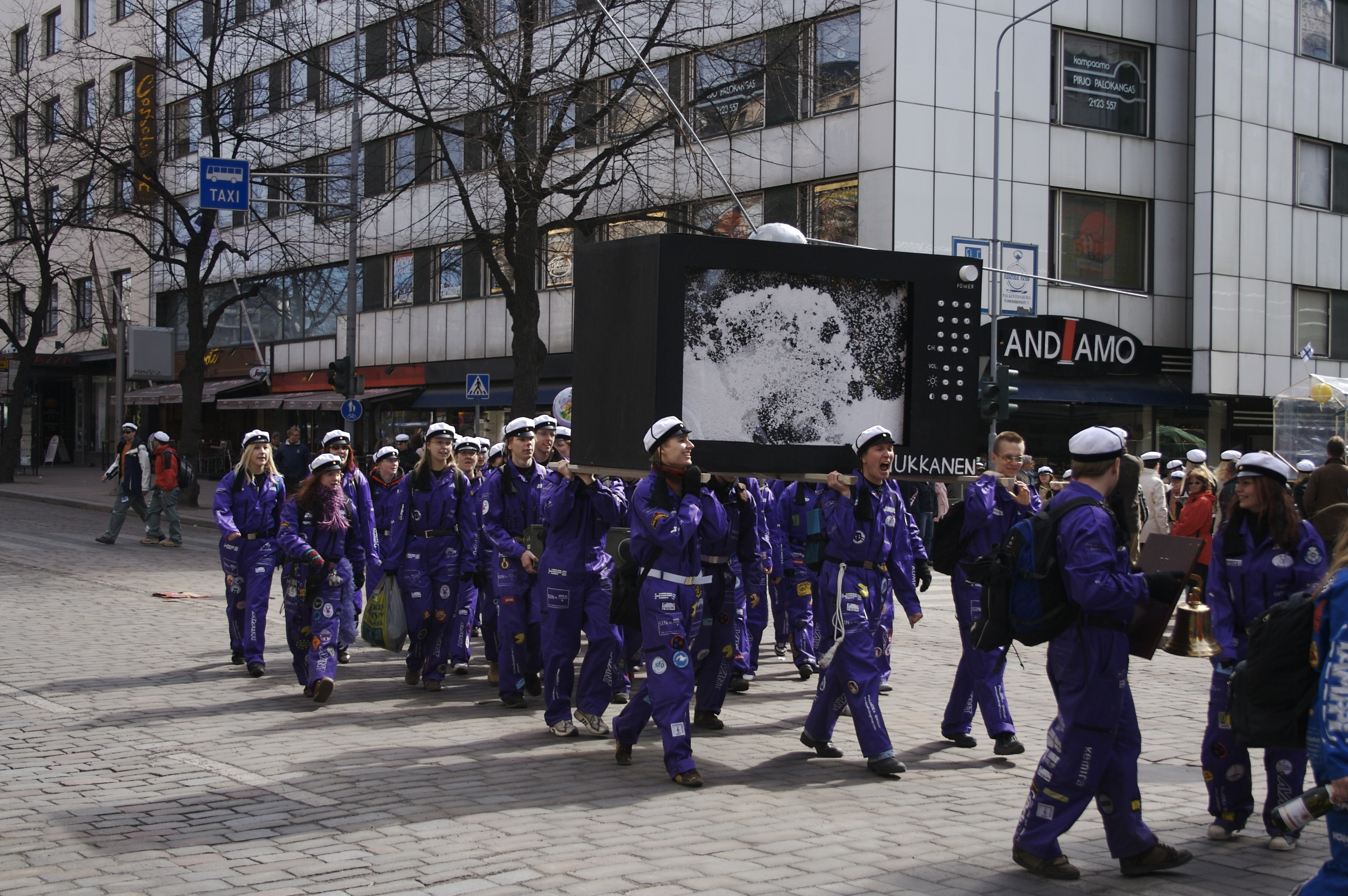
Teekkari-Studenten in Overalls in Tampere

Die typische Kleidung der Teekkari-Studenten auf studentischen Veranstaltungen ist der Studentenoverall und die Teekkari-Mütze.
Die Mütze ähnelt der finnischen Studentenmütze, weiß mit schwarzem Schirm. Sie hat aber darüber hinaus ein schwarzes Band mit schwarzer Troddel. Band und Troddel sind aus schwarzer Seide. Die Mütze ist eine Sommermütze. Sie darf vom 1. Mai bis zum Herbst getragen werden. Nur mit Erlaubnis vom Studentenwerk darf sie aber auch außerhalb dieser Zeit getragen werden.
Der Studentenoverall ist eine besonders von Teekkari-Studenten bekannt gemachte studentische Partybekleidung. Studenten der verschiedenen Fachschaften der Universitäten können nach der Farbe des Overalls erkannt werden. Auf den Overalls gibt es üblicherweise das Logo der Universität oder der Fachschaft, Sponsorenaufdrucke und andere, oft humoristische Aufnäher.

### Veranstaltungen und Feste
Sitsit ist ein akademisches Fest, wo gegessen, getrunken und gesungen wird. Diese Feste haben einen Hausherrn, der sich um den Ablauf des Fests kümmert. Da viel gemeinsam gesungen wird, stehen oft Liederhefte zur Verfügung. Studentenwerke und Fachschaften haben oft eigene Liederbücher. Es ist üblich, nach jedem Lied zu prosten.
Die passende Kleidung für Sitsit variiert von Festgarderobe bis Studentenoverall. Oft gibt es ein besonderes Thema, dementsprechend man sich ankleidet. Die Studentenwerke und Fachschaften organisieren Jahresfeste, die ebenfalls Sitsit genannt wird. Bei einem Jahresfest wird Abendgarderobe getragen, üblicherweise gibt es ein festliches dreigängiges Abendessen.
Die wichtigste jährliche Feier der Teekkari-Studenten ist Vappu. Vappu ist ein traditioneller Feiertag der Arbeiter und Studenten in Finnland und wird am 1. Mai bzw. am Vorabend begangen. Für die Teekkari-Studenten beginnt der Feier- und Festkreis typischerweise aber schon ein bis zwei Wochen zuvor, wobei jeden Tag bis zum 1. Mai verschiedenste Ereignisse veranstaltet werden. In Turku beginnt das Feiern sogar schon ab dem 31. März. In Tampere erreicht das Fest den Höhepunkt in der Nacht zum 1. Mai, kurz nach Mitternacht, wenn eine große Teekkari-Mütze auf den Kopf der Suomen neito (Finnische Jungfrau), einer Statue auf der Hämeensilta-Brücke, gestülpt wird – entsprechend wird in Lappeenranta die Kurkipatsas bemützt. In Helsinki bekommt die Statue Havis Amanda eine Mütze am 30. April um 18 Uhr, dies ist jedoch eine gemeinsame Tradition aller Hochschulen der Region Helsinki. Die Feierlichkeiten markieren auch den Moment, von dem ab auch die Füchse die Mütze tragen dürfen. Durch die Teekkari-Taufe, die in Lappeenranta am 30. April und in Tampere am 1. Mai stattfindet, werden die Füchse in diesen Städten offiziell Teekkari-Studenten. In Tampere werden die Füchse in der Stromschnelle Tammerkoski getauft, in Lappeenranta im Saimaa-See.

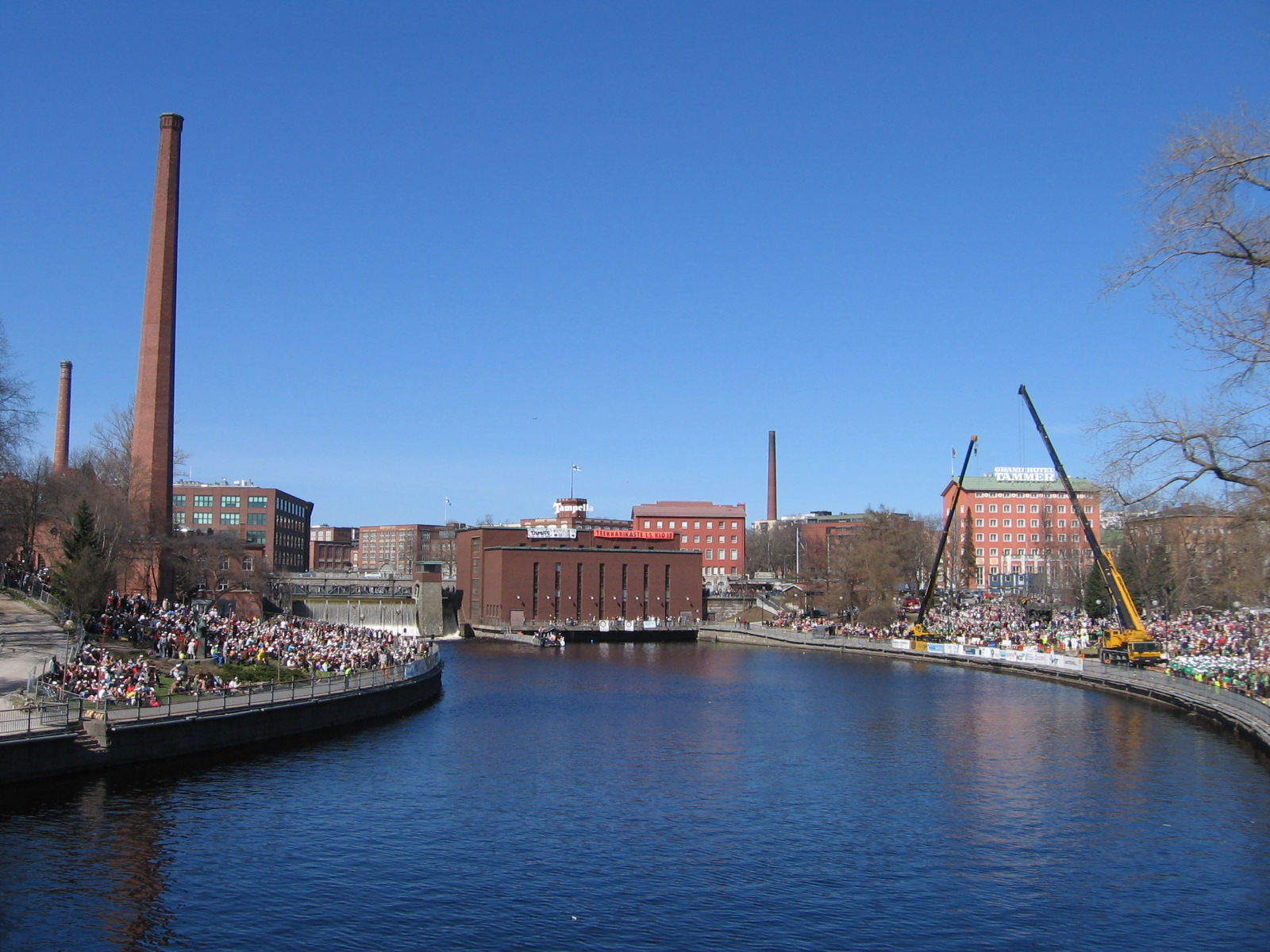
Teekkari-Taufe in Tampere

Zur Vappu-Tradition gehören auch Vappu-Zeitungen. Sie erscheinen einige Wochen vor Vappu und beinhalten Scherze, von denen viele unkonventionell oder obszön sind. In Tampere heißt die jährliche Zeitung Tamppi, in Lappeenranta Hässi. In Helsinki erscheinen wechseljährlich Äpy und Julkku. In Turku erscheint Tarvliga Avsikter, in Vaasa Wapina und in Oulu Ööpinen, allesamt einmal jährlich. Mit dem Profit aus den Vappu-Zeitungen finanzieren die Teekkari-Studenten ihre Veranstaltungen, z. B. Exkursionen.
Die verschiedenen Teekkari-Verbände organisieren regelmäßig Exkursionen. Das können kurze Tagesausflüge oder mehrtägige Reisen sein, die Exkursionsziele können in anderen Städten oder auch im Ausland liegen. Zu einer Exkursion gehören normalerweise Besuche in Firmen, bei denen die Studierenden potenzielle künftige Arbeitgeber kennenlernen können. Auch andere Universitäten sind typische Exkursionsziele, wobei bestimmte Institute oder Fachbereiche besucht werden können, aber oft veranstaltet man auch gemeinsame Aktivitäten von Gästen und Teekkari-Gastgebern.
Unter den Teekkari-Studenten gibt es sowohl eine lebendige Gesangskultur als auch eine starke Saunakultur, oft werden beide miteinander verbunden. Da Studentenlieder also auch in der Sauna gesungen werden können, sind z. B. die Seiten von Rasputin, dem Liederbuch der Teekkari-Studenten in Tampere, aus einem Material, das die feuchte Hitze der Sauna aushalten kann.

## Organisationen
Die obersten Instanzen der Teekkari-Gemeinschaft sind die Studentenwerke der jeweiligen Universitäten. Sie unterhalten Regelwerke z. B. über das akzeptable Tragen der Teekkari-Mütze und Orden des Studentenwerks. Innerhalb der Studentenwerke gibt es an der Technischen Universität Tampere und der Aalto-Universität Abteilungen mit bestimmten Zuständigkeitsbereichen, wie Sozialpolitik oder Umwelt. Für die Kultur der Teekkari-Studenten ist eine eigene Teekkari-Abteilung zuständig.
Kleinere Organisationen sind Fachschaften (finnisch kilta "Gilde"), Verbände für Studierende desselben Studiengangs. In erster Linie sind die Fachschaften verantwortlich dafür, dass die Füchse möglichst reibungslos in der Teekkari-Gemeinschaft integriert werden. Deswegen organisieren sie vor allem im Frühherbst, zu Beginn der neuen Studienjahre, viele Ereignisse für Neulinge. Neben den Fachschaften gibt es noch Klubs, wo sich Studierende mit gemeinsamen Interessen, wie eine Sportart oder einen Musikstil, treffen.